# Yves Prigent
Pour les articles homonymes, voir Prigent.
Yves Prigent, né le 30 août 1993, est un céiste et kayakiste français.

## Carrière
Il étudie à l'université Rennes 2 en filière STAPS.
Yves Prigent est médaillé d'or aux Championnats du monde de slalom 2015 à Londres en canoë biplace par équipes.
Il est médaillé d'or aux Championnats du monde de slalom 2017 à Pau en canoë biplace mixte avec Margaux Henry.

## Famille
Il est le fils de Jean-Yves Prigent et Marie-Françoise Prigent, ainsi que le frère de Camille Prigent et le cousin de Romane Prigent.